# Reinhart Biernatzki
Reinhart Biernatzki (* 10. April 1884 in Bargum; † 13. September 1948 in Hamburg) war ein deutscher Philosoph und Pädagoge.

## Leben und Wirken
Reinhart Biernatzki kam als Sohn des Bargumer Pastors und Kunsthistorikers Johannes Biernatzki in Nordfriesland zur Welt. Nach dem Besuch einer Volksschule in seinem Geburtsort wechselte er an eine Volksschule in Hamburg-Langenhorn. Ab 1899 war sein Vater Pastor in Hamberge, und Reinhart Biernatzki besuchte den Realgymnasium-Zweig am Katharineum zu Lübeck bis zum Abitur Ostern 1904. Danach studierte er Mathematik und Naturwissenschaften sowie Philosophie.  
1926 promovierte er an der Universität Königsberg über die Erkenntnislehre Immanuel Kants nach Paul Deussen. Ab 1928 unterrichtete er als Oberlehrer Biologie und Chemie an der Mädchen-Oberrealschule am Lerchenfeld (heute Gymnasium Lerchenfeld) in Hamburg. Während der Operation Gomorrha wurde sein Haus mitsamt einer großen Bibliothek zerstört. Danach lehrte er an der Walddörferschule. Biernatzki galt als guter Vogelkundler und besuchte mit seinen Schülern oftmals die Natur. Von 1929 bis 1933 amtierte er als Vorsitzender des Vereins Jordsand.
Über seine Erlebnisse Als Pionier in Frankreich während des Ersten Weltkriegs schrieb Biernatzki 1915. Er publizierte darüber hinaus zu naturwissenschaftlichen und philosophischen Fragestellungen. Als Leiter des von ihm 1919 gegründeten  Hamburger Volksbunds für kantische Weltanschauungen referierte er in den 1940er Jahren an der Hamburger Volkshochschule. Dabei gab er auch Chemiekurse, in denen er simple Laborversuche durchführte.  Biernatzki galt als Kant-Forscher, der davon überzeugt war, dass Philosophie und Naturwissenschaften in symbiotischer Beziehung zueinander stehen. Damit prägte er Schüler wie Hartmut Wehrt (* 1927).
1928 forderte Biernatzki, theologische Professuren für angehende Religionslehrer abzuschaffen und sie durch religionswissenschaftliche Professuren zu ersetzen. Für die Vereinigung der evangelischen Religionslehrer an den höheren Staatsschulen Hamburg fasste er seinen Standpunkt in einem Gutachten zusammen. In einer seiner Schriften nach 1945 kritisierte er den Landesbischof Simon Schöffel.

## Schriften
- Als Pionier in Frankreich: (August 1914 bis Februar 1915); aus den Feldpostbriefen des Leutnants der Reserve. Bielefeld [u. a.]: Velhagen & Klasing 1915
- Das Schicksal und Du selbst. Ein Beitrag zur Weltanschauungsfrage als Gabe aus dem Felde. Hamburg: Janssen 1919
- Was ist die Welt? 6 Antworten auf diese Frage. Hamburg: Kant-Volksbund-Verlag 1920
- Kants Erkenntnislehre in ihrem Zusammenhang mit den Hauptwerten der Religion nach Paul Deussen: Mit einem Deussen-Bildnis und einer Vorlesungsankündigung aus seiner Feder. Hamburg: Boysen 1926, zugl. Königsberg, Phil. Diss., 1926 unter dem Titel: Kant und die höchsten Güter der Religion nach Paul Deussen
- Tatsachen zur Alkoholfrage. Bergedorf: Deutscher Bund enthaltsamer Erzieher 1933